# Ширяев, Геннадий Петрович
Генна́дий Петро́вич Ширя́ев (1959, д. Широково, Казачинский район, Красноярский край, РСФСР, СССР — 30 октября 2010, Красноярск, Россия) — советский и российский деятель органов государственной безопасности и внутренних дел. Начальник Управления ФСКН России по Красноярскому краю с 13 марта 2007 по 30 октября 2010. Генерал-лейтенант полиции (2010).

## Биография
Родился в 1959 в деревне Широково Казачинского района Красноярского края. 
В 1981 окончил с отличием Сибирский технологический институт (Красноярск). С 1982 по 1984 работал в лесхозе Казачинского района, был главным лесничим.
В 1984 поступил на службу в органы государственной безопасности, служил в оперативных подразделениях. Занимал должность заместителя начальника управления ФСБ России по Красноярскому краю.
В ноябре 2006 года в звании полковника был назначен исполняющим обязанности начальника Красноярского управления ФСКН России. Указом Президента Российской Федерации от 13 марта 2007 года № 335 утверждён в этой должности.
Указом Президента России от 19 февраля 2010 года № 224 ему присвоено звание генерал-лейтенанта полиции.
Скончался от рака 30 октября 2010, похоронен 1 ноября 2010 года на Аллее славы красноярского кладбища Бадалык.

## Семья
Был женат, имел двух взрослых детей.

## Награды
Государственные
- Медаль ордена «За заслуги перед Отечеством» I и II степеней (2000, 2006)

Ведомственные
- Ведомственные медали ФСКН и ФСБ
- Почётное звание «Почётный сотрудник органов наркоконтроля»
- Нагрудный знак «За службу в контрразведке» II и III степеней (2000, 2005)
- Именное оружие — пистолет Макарова